# Німецькі канадці

Німецькі канадці (нім. Deutschkanadier) є громадянами Канади німецького походження або німцями, які емігрували до Канади та проживають у ній. Згідно з переписом 2016 року, є 3 322 405 канадців з повним або частковим німецьким корінням. Деякі іммігранти прибули з території сучасної Німеччини, тоді як більша кількість прибула з німецьких поселень у Східній Європі та імперській Росії ; інші походили з частин Німецького союзу, Австро-Угорщини та Швейцарії .

## історія

### Історіографія німців у Канаді
У сучасній німецькій мові ендонім Deutsch використовується для позначення німецької мови та народу. До сучасної ери, особливо до об’єднання Німеччини, «Німеччина» та «німці» були неоднозначними термінами, які інколи могли охоплювати народи та території не лише в сучасній державі Німеччина, а й у сучасній Польщі, Чехії, Швейцарії., Австрії, Франції, Нідерландів і навіть Росії та України . Наприклад, у середні віки латинський термін Theodiscus</link> використовувався для позначення західногерманських мов загалом, а в англійській мові «голландський» іноді використовувався як скорочення для будь-якого широкогерманського народу. Ранні англомовні історики та сучасні мандрівники в Канаді рідко згадували про етнічну приналежність, первинну мову або місце походження ранніх поселенців взагалі , і навіть пізніші історики в 19-му та 20-му століттях були схильні використовувати двозначні терміни, такі як «Пенсильванія». голландська». Цей термін іноді описують як «невірний термін» для німців  але в його використанні англійською колоніальною владою «голландський» часто був загальним терміном, який включав людей, чиї німецькі предки були в таких віддалених регіонах, як Швейцарія, Пфальц. (і ширше Рейнська область ), і Голландія . 

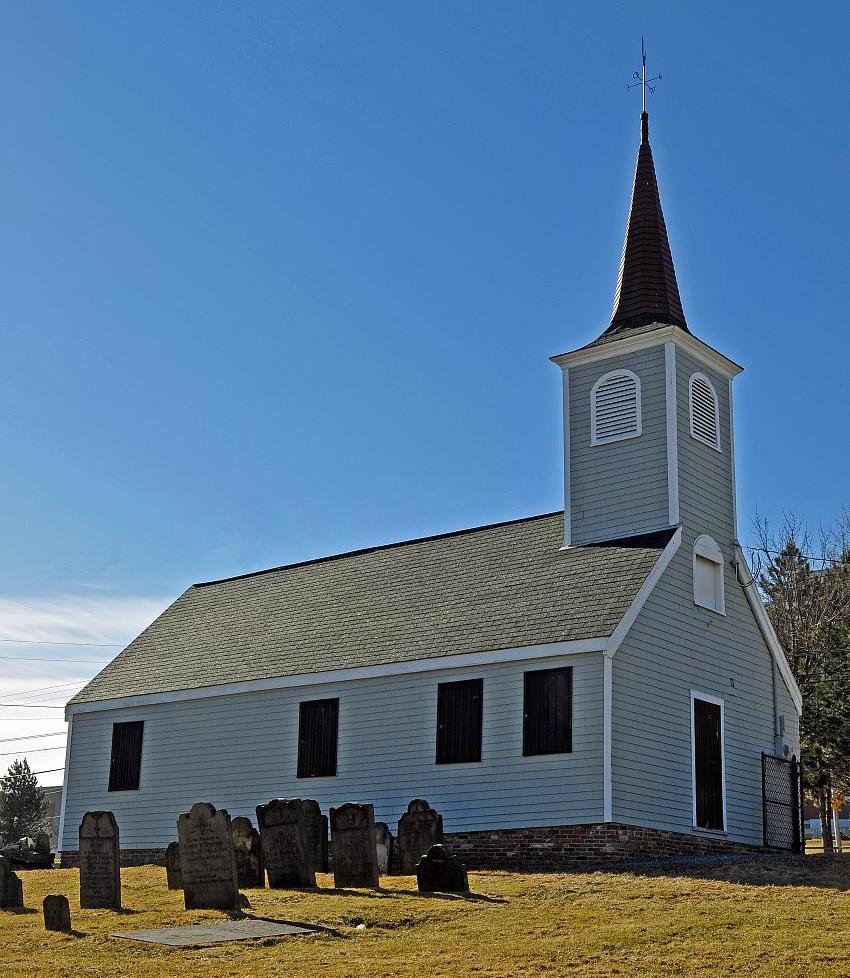
Мала голландська (німецька) церква - найстаріша німецька церква в Канаді (1756), Галіфакс, Нова Шотландія

Кілька німців прибули до Нової Франції, коли Франція колонізувала територію, але широкомасштабна міграція з Німеччини почалася лише за британського правління, коли губернатор Едвард Корнуолліс заснував Галіфакс, Нова Шотландія, у 1749 році. Континентальних протестантів, відомих як іноземні протестанти, заохочували мігрувати до Нової Шотландії між 1750 і 1752 роками, щоб урівноважити велику кількість акадійців -католиків. Сімейні прізвища, лютеранські церкви та назви сіл уздовж південного узбережжя Нової Шотландії зберігають свою німецьку спадщину, як-от Луненбург . Перша німецька церква в Канаді, Мала голландська (німецька) церква в Галіфаксі, знаходиться на землі, яка була відведена для німецькомовної громади в 1756 році. Церква була визначена Національним історичним місцем Канади в 1997 році. 

#### Лоялістська міграція
Наприкінці 18-го століття британські колонії в Північній Америці значно постраждали від початку та подальшої поразки у Війні за незалежність США . У той час Великою Британією та її заморською імперією правив король німецького походження Георг III, який також був князем-курфюрстом Ганновера, держави на території сучасної північно-західної Німеччини. Тисячі солдатів, які воювали на стороні британців, були членами полків, найнятих з різних малих німецьких держав. Ці солдати були відомі як « гессенці », оскільки багато з них походили з Гессену . Після поразки британських військ близько 2200 з них оселилися в Канаді після того, як закінчився термін служби або вони були звільнені з американського полону. Наприклад, група Брауншвікського полку оселилася на південний захід від Монреаля та на південь від міста Квебек .  Таким чином, вони стали частиною більшого руху населення, що складається з кількох хвиль міграції на північ від новостворених Сполучених Штатів до Верхньої та Нижньої Канади . У традиційній канадській історіографії цих мігрантів часто об’єднують під широким ярликом лоялістів Об’єднаної імперії, приховуючи певну етнічну та релігійну ідентичність , а також їхні точні мотиви для міграції до Канади.
Іншою великою групою мігрантів були релігійні нонконформісти, такі як квакери, меноніти та « данкери », які віддавали перевагу британському правлінню з релігійних міркувань. Ці групи були сформовані на основі переконань, а не етнічної приналежності, але деякі походять з Німеччини або етнічних німецьких громад у таких місцях, як Пенсільванія . Цих людей іноді називають англізованим терміном « пенсільванські голландці », що походить від ендоніма Pennsilfaanisch Deitsch</link> .  Цей термін призвів до плутанини з сучасними голландцями . З цієї причини деякі історіографи, такі як Джордж Елмор Ріман, використовують термін «пенсільванські німці», щоб відрізнити їх від мігрантів, що походять з Голландії.  Іншим фактором, який ускладнює визначення певної етнічної ідентичності чи походження багатьох мігрантів, є те, що деякі з них іноді живуть до кількох поколінь у таких проміжних місцях, як Пенсільванія, Нью-Йорк, Голландія чи Англія, незважаючи на те, що вони фактично походили з Німеччини. Одним із прикладів є ірландські Палатини, які виникли в Пфальці (сьогодні частина Німеччини), але на деякий час були поселені в Ірландії британською короною .

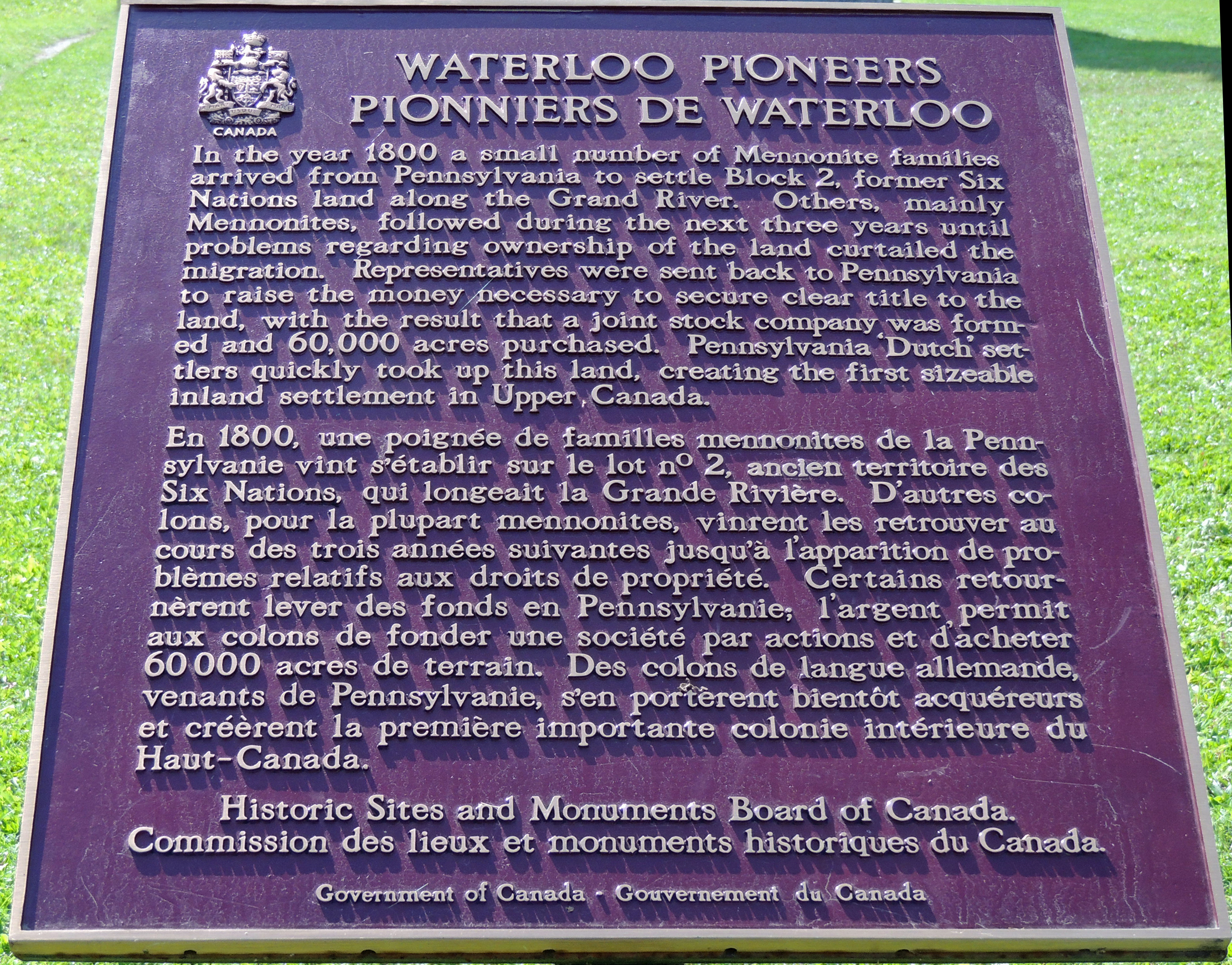
Піонерська вежа Ватерлоо вшановує німців-меннонітів, які допомогли заселити округ Ватерлоо.

Найбільшою групою тих, хто втікав зі Сполучених Штатів, були меноніти . Багато предків їхніх сімей походили з півдня Німеччини чи Швейцарії. На початку 1800-х років вони почали переселятися на територію сучасного південно-західного Онтаріо й оселилися навколо річки Гранд-Рівер, особливо в Берліні, Онтаріо (нині Кітченер ) і в північній частині того, що пізніше стало округом Ватерлоо, Онтаріо . 
Ця ж географічна територія також приваблювала нових німецьких мігрантів з Європи, приблизно 50 000 між 1830 і 1860 роками.   Дослідження показують, що не було очевидного конфлікту між німцями з Європи та тими, хто прибув із Пенсільванії. 

### Кінець 19 — початок 20 ст
Майже до 1871 р55% населення округу Ватерлоо мали німецьке походження.  Особливо в Берліні домінуючою мовою була німецька. Дослідження показують, що не було очевидного конфлікту між німцями з Європи та тими, хто прибув із Пенсільванії. 
Німецькі протестанти розвинули лютеранську церкву за канадським зразком. В окрузі Ватерлоо, Онтаріо, з великою кількістю німецьких елементів, які прибули після 1850 року, лютеранські церкви відігравали важливу роль у релігійному, культурному та соціальному житті громади. Після 1914 року англійська мова стала улюбленою мовою для проповідей і публікацій. За відсутності семінарії церкви готували своїх служителів, але в 1860-х роках стався доктринальний розкол. У той час як англомовні протестанти пропагували соціальне Євангеліє та заборону, лютерани стояли осторонь. 
У Монреалі іммігранти та канадці німецького походження у квітні 1835 року заснували Німецьке товариство Монреаля . Мета світської організації полягала в тому, щоб об’єднати німецьку громаду в місті та діяти як єдиний голос, допомагати хворим та нужденним членам громади, підтримувати звичаї та традиції.  Товариство продовжує діяти і в 2015 році відзначило своє 180-річчя.

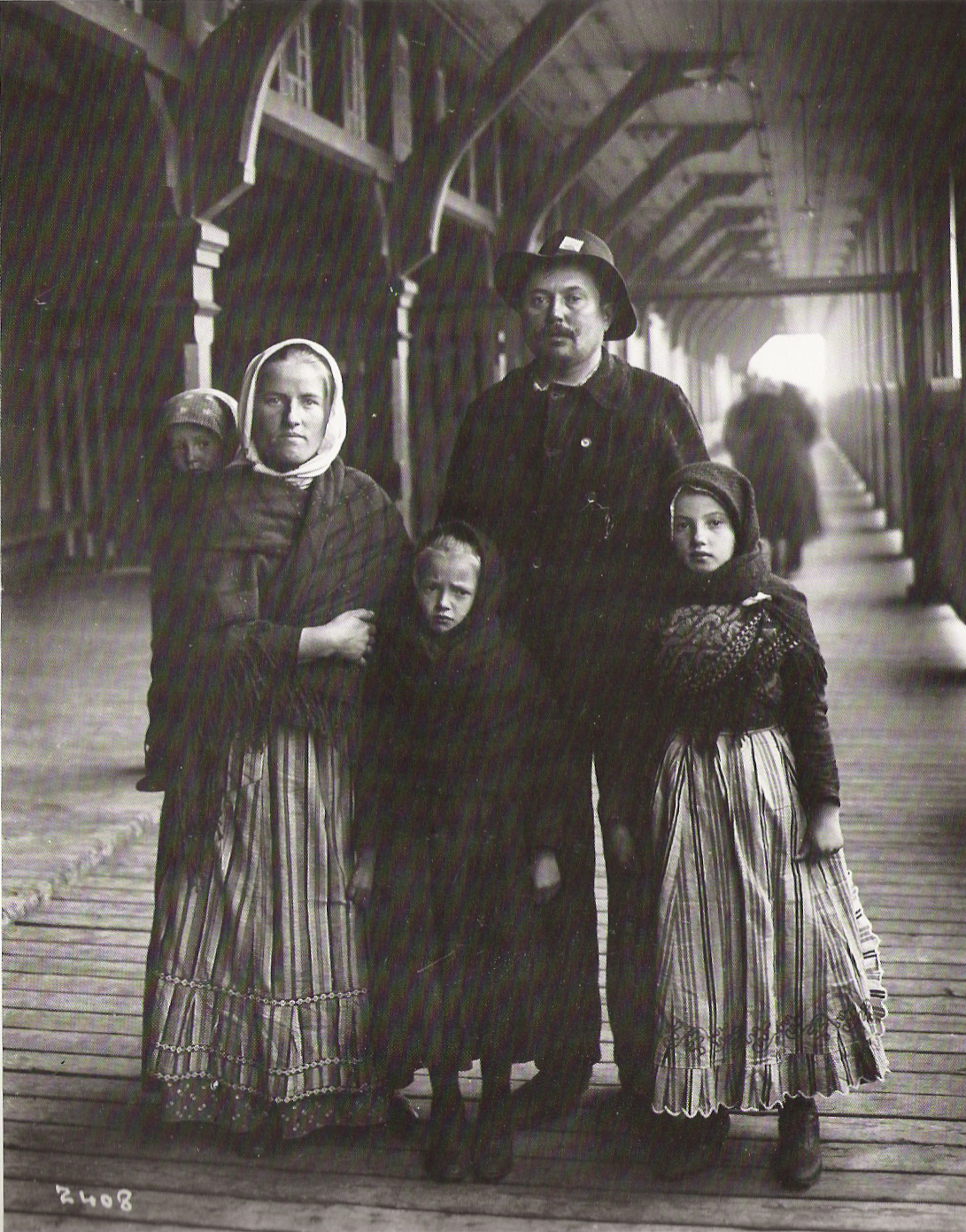
Сім'я німецьких іммігрантів до міста Квебек у 1911 році.

У 1896 році Західна Канада почала приваблювати та приваблювати велику кількість інших німецьких іммігрантів, переважно зі Східної Європи . Плаутдітськомовні російські меноніти голландсько-прусського походження були особливо видатними, оскільки їх переслідував царський режим у Росії. Фермери звикли до суворих умов землеробства в південній царській Росії (тепер Україна ), тому одними з найбільш успішних адаптувалися до канадських прерій . Їх зростання прискорилося в 1920-х роках, коли Сполучені Штати запровадили квоти на імміграцію з Центральної та Східної Європи. Однак невдовзі Канада запровадила власні обмеження та не дозволила більшості тих, хто намагався втекти з Третього Рейху, переїхати до Канади. Багато менонітів оселилися в районах Вінніпегу і Штайнбаха, а також на північ від Саскатуна . 
На початку 1900-х років північна частина округу Ватерлоу, Онтаріо, демонструвала сильну німецьку культуру, і люди німецького походження становили третину населення в 1911 році. Лютерани були основною релігійною групою. Тоді лютеран було майже втричі більше, ніж менонітів. Останні, які переїхали сюди з Пенсільванії в першій половині 1800-х років, проживали переважно в сільській місцевості та невеликих громадах. 

### Перша світова війна
До та під час Першої світової війни в окрузі Ватерлоо існували певні антинімецькі настрої та деякі культурні санкції щодо громади, насамперед у Берліні, Онтаріо (нині Кітченер).  Меноніти в цьому районі були пацифістами, тому не хотіли вступати в армію. Іммігрантам з Німеччини було морально важко боротися проти країни, яка була значною частиною їхньої спадщини.  Низький рівень вступу в армію підігрівав антинімецькі настрої, що прискорило зміну імені Берлін на Кітченер у 1916 році. Місто було перейменовано на честь лорда Кітченера, знаменитого зображення на постерах для вербування « Лорд Кітченер хоче вас ».
Кілька вулиць у Торонто, які раніше були названі на честь Ліста, Гумбольдта, Шиллера, Бісмарка тощо, були змінені на назви з сильними британськими асоціаціями, як-от Балморал. У Вікторії та Калгарі в перші роки війни відбувалися антинімецькі заворушення. </link>
Звіти з округу Ватерлоо, Онтаріо, свідчать: «Лютеранського священика витягли з дому... його тягнули вулицями. Під час війни німецькі клуби грабували. Це був просто жахливий період».  У документі в Архівах Канади міститься такий коментар: «Хоча для сучасних очей це смішно, вся проблема назви Берліна підкреслює вплив, який страх, ненависть і націоналізм можуть мати на суспільство перед обличчям війни. " 
У 1915 році по всій Канаді відкрилися табори для інтернованих, і до кінця війни там утримували 8579 «ворогів». Багато з них були німецькомовними іммігрантами з Австрії, Угорщини, Німеччини та України. Лише 3138 були класифіковані як військовополонені; решта були цивільні.  

### Друга світова війна і пізніше
Під час Другої світової війни в Канаді пожвавилися антинімецькі настрої. Відповідно до Закону про військові заходи було відкрито близько 26 таборів для військовополонених і інтерновано тих, хто народився в Німеччині, Італії та особливо в Японії, якщо їх вважали «іноземцями-ворогами». Для німців це особливо стосувалося неодружених чоловіків, які мали певні зв’язки з нацистською партією Канади . Після війни компенсації їм не виплачували.  В Онтаріо найбільшим центром інтернування для німецьких канадців був табір Петавава, де містилося 750 осіб, які народилися в Німеччині та Австрії. 
Між 1945 і 1994 роками близько 400 000 німецькомовних іммігрантів прибули до Канади;  приблизно 270 000 з них прибули до початку 1960-х років.  Приблизно третина післявоєнних німецьких іммігрантів були вихідцями з різних куточків Східної Європи та колишніх німецьких або контрольованих німцями територій, які перебували за межами двох післявоєнних німецьких держав.  Міграція відбулася за системою спонсорства, переважно очолюваною церквами, що призвело до припливу німецьких іммігрантів до існуючих німецьких районів у таких містах, як Торонто, Ванкувер і Вінніпег, а також до сільських містечок у преріях.  Александер Фройнд зауважує, що «[для] післявоєнних канадців [...] великий приплив німецькомовних іммігрантів після війни створив, принаймні потенційно, особисту конфронтацію з недавнім минулим, у якій важко орієнтуватися».  Існувала також напруженість між німцями та іншими європейськими іммігрантами, деякі з яких постраждали від німецької окупації в Європі.  Післявоєнні канадці «не розрізняли німців і нацистів»,  і ця перспектива була підкріплена десятиліттями американських фільмів про війну, які зображували німців у неприємному світлі.  Збільшувався тиск на німців до асиміляції.  Німецько-канадці почали створювати правозахисні організації для просування своїх інтересів, такі як Трансканадський альянс для німецьких канадців, який був заснований у 1951 році соціал-демократами, але незабаром був захоплений правими елементами німецької спільноти.  Крім того, у 1948 році було засновано Canadian Baltic Immigrant Aid Society для надання інформації та допомоги балтійським німцям, які іммігрують до Канади. 
Починаючи з 1960-х років, канадський націоналізм і етнічна політика дедалі більше оберталися навколо англо-франкомовного поділу , залишаючи мало місця для інших груп, включаючи німців.  Коли війна віддалялася, канадський національний наратив, керований істориками, журналістами та ветеранськими організаціями, формувався з виключенням німецьких чи інших міжкультурних поглядів на війну , натомість наголошуючи на темах героїзму та жертовності. канадськими солдатами.  Деякі німецько-канадці «відійшли в «культуру образи»»  . З часом перспективи Канади розширилися навколо суперечливих дій союзників, таких як бомбардування Дрездена, яке деякі німецько-канадці вважали обнадійливим. 

## Демографія

### Населення
| Year         | Population | % of total population |
| ------------ | ---------- | --------------------- |
| 1871 :17     | 202,991    | 5,823%                |
| 1881 :17     | 254,319    | 5,88%                 |
| 1901 :17:3   | 310,501    | 5,781%                |
| 1911 :17:3   | 403,417    | 5,598%                |
| 1921 :17:3:1 | 294,635    | 3,353%                |
| 1931 :17:3:1 | 473,544    | 4,563%                |
| 1941 :17:3:1 | 464,682    | 4,038%                |
| 1951 :17:3:1 | 619,995    | 4,426%                |
| 1961 :17:3:1 | 1,049,599  | 5,755%                |
| 1971 :17:1   | 1,317,200  | 6,107%                |
| 1981 :22     | 1,142,365  | 4,743%                |
| 1986 :97:45  | 2,467,055  | 9,86%                 |
| 1991 :60     | 2,793,780  | 10,35%                |
| 1996         | 2,757,140  | 9,665%                |
| 2001         | 2,742,765  | 9,254%                |
| 2006         | 3,179,425  | 10,177%               |
| 2011         | 3,203,330  | 9,751%                |
| 2016         | 3,322,405  | 9,641%                |

## Географічне поширення

### Провінції та території
| Province/Territory        | 2016      | 2016   | 2011      | 2011   | 2006      | 2006   | 2001      | 2001   |
| Province/Territory        | Pop.      | %      | Pop.      | %      | Pop.      | %      | Pop.      | %      |
| ------------------------- | --------- | ------ | --------- | ------ | --------- | ------ | --------- | ------ |
| Ontario                   | 1,189,670 | 8,98%  | 1,154,550 | 9,13%  | 1,144,560 | 9,52%  | 965,510   | 8,56%  |
| Alberta                   | 712,955   | 17,92% | 683,830   | 19,17% | 679,700   | 20,87% | 576,350   | 19,6%  |
| British Columbia          | 603,265   | 13,23% | 567,670   | 13,13% | 561,570   | 13,78% | 500,675   | 12,94% |
| Saskatchewan              | 296,385   | 27,69% | 288,790   | 28,63% | 286,045   | 29,99% | 275,060   | 28,56% |
| Manitoba                  | 220,735   | 17,79% | 218,490   | 18,61% | 216,755   | 19,12% | 200,370   | 18,15% |
| Quebec                    | 142,230   | 1,79%  | 132,945   | 1,72%  | 131,795   | 1,77%  | 88,700    | 1,24%  |
| Nova Scotia               | 97,550    | 10,74% | 97,605    | 10,77% | 101,865   | 11,28% | 89,460    | 9,97%  |
| New Brunswick             | 34,205    | 4,68%  | 34,870    | 4,74%  | 33,830    | 4,7%   | 27,490    | 3,82%  |
| Newfoundland and Labrador | 8,620     | 1,68%  | 8,190     | 1,61%  | 7,390     | 1,48%  | 6,275     | 1,24%  |
| Prince Edward Island      | 7,060     | 5,05%  | 7,160     | 5,21%  | 7,050     | 5,25%  | 5,400     | 4,05%  |
| Yukon                     | 5,575     | 15,88% | 5,210     | 15,64% | 4,835     | 16,01% | 4,085     | 14,32% |
| Northwest Territories     | 3,410     | 8,29%  | 3,375     | 8,27%  | 3,495     | 8,51%  | 3,005     | 8,1%   |
| Nunavut                   | 745       | 2,09%  | 640       | 2,02%  | 550       | 1,88%  | 395       | 1,48%  |
| Canada                    | 3,322,405 | 9,64%  | 3,203,330 | 9,75%  | 3,179,425 | 10,18% | 2,742,765 | 9,25%  |

#### Прерії

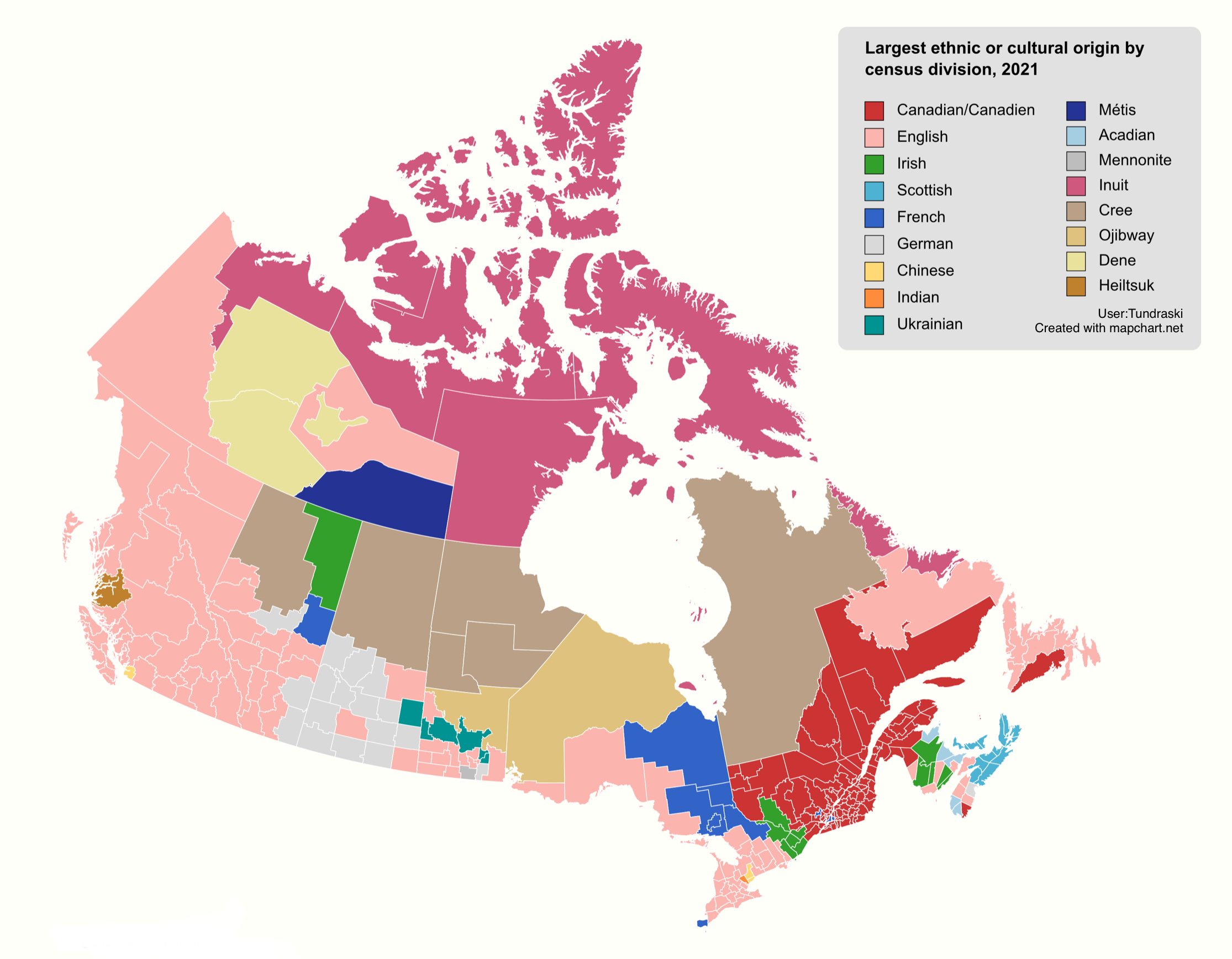
Людей, які вважають себе предками німців, є більшість у багатьох частинах прерійних провінцій (території пофарбовані сірим кольором)

У канадських преріях на заході Канади є кілька поселень німецького етнічного блоку. Понад чверть жителів Саскачевану є канадцями німецького походження. Поселення німецького блоку включають території навколо Страсбурга, Булієа, Лідера, Берстолла, Фокс-Веллі, Ітонії, Сент-Вальбурга, Парадайз-Гілл, Лун-Лейк, Гудсойл, Пірсленд, Медоу-Лейк, Еденвольд, Віндторст, Лемберг, Кваппелле, Нойдорф, Грейсон, Лангенбург, Керроберт, Юніті, Лузеланд, Маклін, Гумбольдт, Ватсон, Кадворт, Лемпман, Мідейл, Трибун, Консул, Рокглен, Шонавон і Свіфт-Каррент.
До Саскачевану німецькі поселенці прибули безпосередньо з Росії, або після 1914 року з Дакот.  Вони приходили не великими групами, а частиною родинного ланцюга, де перші іммігранти знаходили відповідні місця та посилали за іншими. Вони сформували компактні німецькомовні громади, побудовані навколо своїх католицьких або лютеранських церков, і продовжували старосвітські звичаї. Це були хлібороби, які вирощували пшеницю та цукрові буряки.  Прибулі з Росії, Буковини та румунської Добруджі заснували свої села в урочищі завширшки 40 миль на схід від Регіни.  Німці керували парафіяльними школами головним чином для підтримки своєї релігійної віри; часто вони пропонували лише годину навчання німецької мови на тиждень, але вони завжди мали широке висвітлення релігії. Більшість німецьких дітей-католиків до 1910 року відвідували школи з повністю англійським навчанням.  З 1900 по 1930 рік німецькі католики в основному голосували за ліберальний квиток (а не за квитки провінційних прав і консерваторів), вважаючи, що ліберали більш готові захищати релігійні меншини. Іноді вони голосували за консерваторів або незалежних кандидатів, які пропонували більшу підтримку державному фінансуванню парафіяльних шкіл.  У 1930-х роках нацистська Німеччина докладала систематичних зусиль для прозелітизму серед німців Саскачевану. Менше 1% підтримали їхню ідею, але деякі таки емігрували назад до Німеччини до того, як антинацистські настрої стали переважаючими в 1939 році. 

## Культура

### музика
Хорова традиція історично є дуже помітною в німецькій музиці в Канаді. У другій половині 19 століття Turnvereine (клуби Тернера) діяли як у Канаді, так і в Сполучених Штатах і були пов’язані з громадами німецьких континентальних іммігрантів у таких міських центрах, як Цинциннаті, Огайо ; Буффало, Нью-Йорк ; і Ері, штат Пенсільванія .  Sängerfest («фестиваль співаків», множина Sängerfeste</link> ), який почався в Німеччині на початку 19 століття, поширився в Сполучених Штатах до 1840-х років і в Канаді до 1862 року, коли відбувся перший великий Sängerfest</link> відбувся в Берліні, Західна Канада (пізніше Кітченер, Онтаріо ) з 6 по 9 серпня.  Це дотримувалося формату типового заходу Тернера, включаючи також театральні та спортивні заходи, а також концерти гуртів.  Інший фестиваль відбувся наступного року в сусідній громаді Ватерлоо, який мав аудиторію 2000 осіб.  За ним у 1866 році відбувся ще більш масштабний захід, організований Німецьким клубом Гамільтона, який мав 5000 відвідувачів і в якому брали участь хори з Онтаріо та Сполучених Штатів. 
Тривалий успіх цих подій призвів до заснування Deutsch-kanadischer Sängerbund</link> (Німецько-канадська хорова федерація) в Гамільтоні в 1873 році та Канадська хорова федерація в Берліні в 1893 році  Великі пісенні та музичні фестивалі проводилися німецькими громадами по всьому Онтаріо в Торонто, Гамільтоні, Ватерлоо, Боуменвіллі, Гвельфі, Сарнії, Порт-Елгіні, Бріджпорті, Ельмірі та, найчастіше, у Берліні.  Три найбільш вражаючих Sängerfeste</link> були організовані берлінським клубом Concordia; один фестиваль 1879 року, організований клубом, залучив 12 000 відвідувачів.  Антинімецькі настрої, що виникли під час Першої світової війни, призвели до переривання Sängerfeste</link> , разом з іншими німецькими культурними інституціями, і спроби відновити традицію в післявоєнний період середини 20 століття були здебільшого невдалими через соціальні зміни. Останній значний Sängerfeste</link> в Канаді проводилися в 1980-х роках. 

### Фольклор
Антиквар, археолог і фольклорист Вільям Дж. Вінтемберг підготував низку робіт про фольклор в Онтаріо наприкінці 19-го та початку 20-го століть, у тому числі про спільноти, чиї традиції та вірування базувалися на німецькому культурному середовищі Пенсільванії. З широкими соціальними змінами в 20-му столітті ці традиційні вірування почали занепадати, хоча деякі збереглися в зменшеній формі. Ці спільноти були глибоко релігійними, але також зазвичай мали духовні переконання, які Джордж Елмор Ріман описав як «містичні».  Їхні фольклорні традиції включали прислів’я, обряди та повір’я про погоду, удачу, здоров’я та проблеми зі здоров’ям, диких і свійських тварин, посіви, деякі трави та інші рослини, які, як вважають, мають особливі властивості, відьом і чаклунство, благословення та особливий час рік, як-от конкретні свята. Місяць і його фази також були для них важливими , а також знаки Зодіаку .  Вони мали складний набір вірувань про грім і блискавку, їх причину та уникнення, а також певні вірування щодо пожеж, спричинених блискавками.  Кельт мав певну популярність як культурний об’єкт, і його називали gewitter-stein</link> («камінь блискавки») або donder-keidel</link> («громовий клин»); його пов'язували з розщепленням дерев блискавкою.  У цих громадах існували і люди, яких вважали відьмами, і знахарями . Розповіді про відьом іноді пов'язують їх із прокляттями .  Оповідання знахарів часто пов'язують їх із чарами або зціленням як людей, так і худоби.   Знамениті шестигранні знаки, намальовані на коморах у Пенсільванії, історично були відсутні в німецьких коморах в Онтаріо, оскільки комори зазвичай були нефарбованими.  Проте існувала сильна віра в ритуали та предмети, пов’язані як з удачею, так і з невдачею; удача пов’язана з оберегами та символами, такими як знак хреста , чотирилисник конюшини та знаходження підкови . 

## Освіта
У Канаді є дві німецькі міжнародні школи:
- Монреальська школа Олександра фон Гумбольдта
- Німецька міжнародна школа Торонто

У Вінніпезі, Манітоба, також є двомовні німецько-англійські школи K-12 :
- Початкова школа Донвуд (K–5)
- Школа принцеси Маргарет (K–5)
- Chief Peguis Junior High (6–8)
- River East Collegiate (9–12)
- Вестгейтський менонітський колегіальний (6-12)

## Дивіться також
- Іноземн протестанти
- німецькі американці
- Гессе (солдати)
- Німецькі винахідники та першовідкривачі
- Джерман Міллз, Онтаріо
- Німецько-канадський клуб Ганза
- Округ Ватерлоо, Онтаріо
- Берлінський журнал
- Список німецькомовних газет Онтаріо

### Historiography
- Antor, Heinz Refractions of Germany in Canadian literature and culture (Walter de Gruyter, 2003).

- Bassler, Gerhard P. "Silent or silenced co-founders of Canada? Reflections on the history of German Canadians." Canadian Ethnic Studies= Etudes Ethniques au Canada 22.1 (1990): 38+.
- Maxwell, Alexander, and Sacha E. Davis. "Germanness beyond Germany: collective identity in German diaspora communities." German Studies Review 39.1 (2016): 1-15.
- Waters, Tony (Summer 1995). "Towards a Theory of Ethnic Identity and Migration: The Formation of Ethnic Enclaves by Migrant Germans in Russia and North America". International Migration Review. 29 (2). SAGE Publishing: 515–544. doi:10.1177/019791839502900208. JSTOR 2546792. S2CID 147415727.
- Worsfold, Elliot. "Cast Down, But Not Forsaken: The Second World War Experience and Memory of German-Canadian Lutherans in Southwestern Ontario." Ontario History 106.1 (2014): 57-76.